# François Huguenin
«  François Maillot (historien) » redirige ici. Ne pas confondre avec François Maillot (médecin).
Pour les articles homonymes, voir Huguenin.
François Huguenin, né François Maillot en 1965, est un historien des idées, essayiste et journaliste français.

## Biographie
Diplômé de l'Institut d'études politiques de Paris (section Service public, promotion 1985), il a été militant solidariste. Il participe de 1991 à 1994 à la revue Réaction.
Il a publié en 1998 une étude de la pensée d'Action française (À l'école de l'Action française), approfondie et amendée en 2006 par Le Conservatisme impossible, où il se penche sur les pensées libérale et réactionnaire en France, puis par une réédition en poche, dans la collection Tempus, en 2011, sous le titre L'Action française.
L'historien des idées Raoul Girardet relève dans cet ouvrage « un souci de rigueur et d'exhaustivité qui lui assure désormais, concernant le sujet, la plus incontestable des autorités ». François Sureau invite à lire les passages du livre « qui retracent l'abdication de la pensée maurrassienne devant l'antisémitisme allemand, transformant l'“antisémite d'État” (pour autant que ces mots aient un sens) en complice du génocide; et surtout l'épilogue, où Huguenin montre, de manière magistrale, un Maurras n'ayant aucunement pris la mesure du phénomène démocratique, qui ne se réduit pas à son apparence politique. Si bien que l'échec de ce courant de pensée s'explique par un enchaînement de causes et de conséquences intellectuelles dont la reconstruction par Huguenin constitue une sorte d'hommage involontaire au maître de Martigues, un hommage en forme de tombeau. »
De « sensibilité maurrassienne » d'après l'historien Laurent Joly, François Huguenin tenterait ainsi de « réhabiliter la pensée » de Charles Maurras en « s'attach[ant] (...) à neutraliser le problème de l'antisémitisme, fort répandu alors, justifie-t-il, jusque dans L'Œuvre de Gustave Téry — qu'il présente à tort comme un « journal de la gauche respectable » (jusqu'en 1914, L'Œuvre est un périodique nationaliste) —, et qui relève, in fine, de la « rhétorique de libération ». »
François Huguenin s'est orienté ensuite vers l'étude de la philosophie et théologie politiques anglo-américaines (Résister au libéralisme, 2009), en y cherchant des réponses à ce qu'il considère comme des impasses de la pensée politique moderne.
Il s'est ensuite attaché à rédiger de grandes synthèses de l'histoire du catholicisme (Les Voix de la foi, 2012 ; Les grandes figures catholiques de la France, 2016), puis un essai vigoureux, Le Pari chrétien, reprenant à frais nouveaux la question du rapport des chrétiens au politique. "Nourrie de références aux trois derniers papes, aux textes fondateurs de la doctrine sociale de l'Eglise mais aussi de grands penseurs chrétiens, la prose d'Huguenin, équilibrée et précise, n'épargne aucun des sujets qui fâchent. Dans une filiation toute « bernanosienne », il échappe au double écueil qui voudrait faire de l'Eglise le parti de l'Ordre ou celui de la Révolution et rétablit cette tension intérieure qui fait la subtilité et la profondeur de l'orthodoxie chrétienne.".
Après avoir été directeur général des éditions de l'Étoile de 2002 à 2005, il a dirigé la librairie catholique parisienne La Procure de 2004 à 2016. En 2017, il a rejoint les éditions Tallandier en tant que directeur éditorial, pour développer un univers essais et spiritualités. Il a notamment édité des textes de François Sureau, Christiane Rancé ou Fabrice Hadjadj.
Il enseigne l'histoire des idées politiques à l'IRCOM (Institut Albert-le-Grand) de Lyon et à l'Institut catholique de Paris (campus de Paris, de Reims et de Rouen).
Il écrit régulièrement pour l’hebdomadaire chrétien La Vie des chroniques culturelles (notamment cinématographiques et musicales) et des papiers « idées ».
En 2023, il soutient une thèse de doctorat en histoire. Elle donne lieu à publication au Cerf, sous le titre La grande Conversion, L'Église et la liberté de la Révolution à nos jours. Dans Le Monde des livres, Roger Pol-Droit écrit : « L’intérêt du travail de François Huguenin est de ne pas se contenter de décrire, textes en main, cette « grande conversion » qui fournit son titre à l’ouvrage. Il l’explique et l’analyse en brossant une vaste fresque des idées politiques et religieuses, de la Révolution à nos jours. Y sont convoqués, parmi des dizaines d’autres, Burke et Tocqueville, Chateaubriand et Montalembert, Maritain et Habermas. Pour mettre en lumière l’arrière-plan des querelles politico-théologiques modernes, une bonne centaine de pages rappellent les débuts du christianisme, les conflits du Moyen Âge et les tensions traversant l’âge classique. À défaut d’une impossible exhaustivité, la carte du paysage est dessinée avec force ».

## Ouvrages
- Léon Daudet, député royaliste, Paris, Albatros, 1991, 196 p. (SUDOC 008711860) (texte remanié d'un mémoire de maîtrise).
- À l'école de l'Action française : un siècle de vie intellectuelle, Paris, Lattès, 1998.
- Avec Jean-Pierre Deschodt, La République xénophobe, Paris, Lattès, 2001.
- Le Conservatisme impossible : libéralisme et réaction en France depuis 1789, Paris, La Table ronde, 2006.
- Résister au libéralisme, Les Penseurs de la communauté, CNRS Éditions, 2009,  (ISBN 9782271066909).
- L'Action française, Une histoire intellectuelle, Perrin, Tempus, 2011 (version augmentée et remaniée de l'ouvrage de 1998),  (ISBN 9782262035716).
- Les Voix de la foi : vingt siècles de catholicisme par les textes, Perrin, 2012, Tempus, 2015,  (ISBN 9782262064037).
- Histoire intellectuelle des droites, Tempus, 2013. (version augmentée et légèrement remaniée du Conservatisme impossible),  (ISBN 9782262040826).
- Les Grandes Figures catholiques de la France, Perrin, 2016,  (ISBN 9782262035648).
- Le pari chrétien : une autre vision du monde, Tallandier, 2018,  (ISBN 9791021031142).
- La Nuit comme le jour est lumière, avec Julien Green, Cerf, 2022,  (ISBN 9782204148450).
- La grande Conversion, L'Église et la liberté, de la Révolution à nos jours, Cerf, 2023,  (ISBN 9782204155908)